# Magno II da Suécia
Magno II (n. 1130 - m. 1161) - conhecido como Magnus Henriksson foi o Rei da Suécia de 1160 até sua morte em 1161.                                                                        Era filho do nobre dinamarquês Henrique Skadelår, filho ilegítimo do rei Sueno II (Svend Estridsen), e de sua esposa Ingrid da Suécia, filha do rei Ingo II.                                                                                                                       Foi vencido e morto por Carlos VII da Suécia (Karl Sverkersson), filho de Suérquero, o Velho (Sverker, o Velho), numa peleja em 1161. 
Pouco se sabe sobre Magno.                        
Ele ascendeu ao trono, tendo estado por trás do assassinato do rei Érico IX, e permanecendo no poder durante aproximadamente um ano até ser assassinado pelos apoiadores de Carlos Sverkerson. 